# Liste der Ministerien in Brunei

Wappen Bruneis

Dieses ist eine Liste der Ministerien von Brunei Darussalam. Brunei ist eine Absolute Monarchie, so dass die Ministerien nur eingeschränkte Aufgaben erfüllen. Den Ministerien steht laut Verfassung Bruneis ein Ministerrat vor, der vom Sultan des Landes geführt wird.
Die Ämter des Premier-, Verteidigungs-, Außen-, Handels- und Finanzminister werden vom Sultan bekleidet.

## Ministerien
Zurzeit (Stand August 2020) gibt es in Brunei zwölf Ministerien:
1. Finanzministerium (englisch Ministry of Finance)[2]
2. Verteidigungsministerium (Ministry of Defence)[3]
3. Außenministerium (Ministry of Foreign Affairs)[4]
4. Bildungsministerium (Ministry of Education)[5]
5. Innenministerium (Ministry of Home Affairs)[6]
6. Primärressourcen- und Tourismusministerium (Ministry of Primary Resources and Tourism)[7]
7. Entwicklungsministerium (Ministry of Development)[8]
8. Kultur-, Jugend- und Sportministerium (Ministry of Culture, Youth & Sports)[9]
9. Gesundheitsministerium (Ministry of Health)[10]
10. Verkehrs- und Kommunikationsministerium (Ministry of Transport and Communication)[11]
11. Religionsministerium (Ministry of Religious Affairs)[12]
12. Ministerium für Energie, Arbeitskräfte und Industrie (Ministry of Energy, Manpower and Industry)[13]